# Ivar Lyttkens
Ivar Lyttkens (i riksdagen kallad Lyttkens i Skedala), född 22 januari 1823 på Brollsta i Össeby-Garns socken, Stockholms län, död 30 juni 1899 på Skedala i Snöstorps socken (begravd på Snöstorps Kyrkogård), Halland, lanthushållare, kommunalman och politiker.
Lyttkens ägnade sig efter studier vid Teknologiska institutet i Stockholm efter någon tid som ingenjör i Huskvarna åt lantbruk, och fullkomnade sig för sitt yrke bl. a. genom flerårig vistelse i Tyskland i början av 1840-talet, då han även efter avlagd examen inskrevs som student vid universitetet i Greifswald. Hemkommen, anställdes han som förvaltare på Börringe i Skåne och studerade, på uppdrag av dess ägare, greve Beck-Friis, okänd och förklädd till arbetare, år 1846 bränneridriften vid Bjerres bränneri i Köpenhamn, eftersom utlänningar var nekade tillträde. Efter hemkomsten anlade han ångbrännerier i Börringe och Ebbesjö i Skåne, de första i sitt slag i Sverige. 1850 inköpte han egendomen Skedala säteri i Halland. Även där anlade han ett ångbränneri. Framför allt förvandlades en stor del av markerna, som mest bestod av ängs- och hagmark, till fin åkermark. När Lyttkens köpte Skedala var 250 tunnland åkermark, vid hans död var det 1 150 tunnland åkermark (av Skedalas totalt 3 000 tunnland).
Lyttkens deltog livligt i sin orts allmänna angelägenheter, tillhörde från 1869 hushållningssällskapets förvaltningsutskott och under en lång följd av år landstinget (1887–97 som vice ordförande) samt bidrog verksamt till skapandet av Skåne–Hallands och Halmstad–Bolmens järnvägar och var 1886–99 verkställande direktör i den senare järnvägens aktiebolag. Som direktör tillsåg Lyttkens att en station byggdes även vid det vid den tiden ytterst glest befolkade Skedala. Konduktören utropade därför vanligen vid denna station "Skedala en minut – Lyttkens in eller ut". Även lokalt inom Snöstorps socken hade Lyttkens flera uppdrag. Han var ordförande i kommunalnämnden 1856–1868 och i kommunalstämman 1893–1898.
1870–1893 representerade Lyttkens Halmstads och Tönnersjö häraders valkrets i andra kammaren, nära anslutande sig till länskamraten Carl Ifvarsson, i likhet med vilken han städse yrkade på sträng sparsamhet i statsförvaltningen, värnande av medborgerliga rättigheter samt utsträckt politisk och kommunal rösträtt, men kämpade mot tullskydd på lantmannaprodukter. Han tillhörde lantmannapartiets liberala sida. Han hade 1872–74 plats i konstitutionsutskottet och 1871, 1875–76 samt 1878–87 i bankoutskottet (sistnämnda period som vice ordf.). Kraftig och orädd i sitt yttre uppträdande samt skarp och fyndig i repliken, stod han i debattens hetaste eld, och när protektionisterna 1888 nått en knapp majoritet i kammaren, plockade de bort Lyttkens från utskottsarbetet. När efter 1890 års val hans meningsfränder fått vind i seglen, insattes Lyttkens 1891–92 i statsutskottet och var 1892–93 ledamot av talmanskonferensen. Han var 1873 statsrevisor och blef 1879 ledamot av lantbruksakademien, varjämte han anlitades för kommittéerna för förslag till ny brännvinstillverkningsförordning (1871), till maltdrycksbeskattning (1877) och till lag för enskilda banker (1881). Han var även aktiv förespråkare för småskolor och folkhögskolor liksom en för alla gemensam bottenskola. 

## Familj
Ivar Lyttkens var son till Eva Olivia Sebell Rudbeck Lyttkens (ättling till Olof Rudbeck) (1789–1875) och Adolph Friedrich Lütkens (1754–1823). Han var gift med Ulrika Wahlström (1812–1892) och hade barnen Ivar Adolf Lyttkens (1844–1926), August Lyttkens (1845–1925), Emil (1847–1912), Ulla (Ulrika) (1849–1925), gift Hagelbäck och Anna (1855–1893), gift Theorin.